# Sciaphila arfakiana
Sciaphila arfakiana är en enhjärtbladig växtart som beskrevs av Odoardo Beccari. Sciaphila arfakiana ingår i släktet Sciaphila och familjen Triuridaceae. Inga underarter finns listade.